# Строитель (остановочный пункт, Свердловская железная дорога)
Строи́тель — остановочный пункт Екатеринбургского региона Свердловской железной дороги на межстанционном перегоне Хризолитовый — Колюткино железнодорожной ветки Екатеринбург — Курган. Остановочный пункт расположен рядом с одноимённым садоводческим товариществом, в юго-восточных окрестностях Екатеринбурга.

## Название
Остановочный пункт Строитель получил своё название во второй половине 2022 года в ходе кампании по присвоению наименований безымянным остановочным и раздельным пунктам Свердловской железной дороги (как правило, именуемым по километражу тех или иных железнодорожных веток). Мероприятия по переименованию в рамках данной кампании проводились ещё с 2020 года.
Современное название остановочного пункта отражает его географическое положение — близость к коллективному саду «Строитель». Ранее остановочный пункт назывался 40-м километром (40 км) по километражу курганского направления от станции Шарташ в городе Екатеринбурге.
Переименование в честь близлежайших садов и дач — довольно редкое явление при проведении данной кампании. Чаще всего остановочные пункты вместо числовых названий получали имена населённых пунктов, в которых расположены остановки или вблизи которых они находятся. В первой половине 2022 года название по ближайшему садоводческому товариществу получил остановочный пункт 1492-й километр, переименованный в СНТ Вита.

## Географическое положение
Остановочный пункт Строитель находится на 40-м километре железнодорожной ветки Шарташ (Екатеринбург) — Каменск-Уральский — Курган, на перегоне Хризолитовый — Колюткино. Железная дорога в данной местности проходит с северо-запада на юго-восток.
Остановочный пункт расположен к юго-востоку от Екатеринбурга, на западе Белоярского района как административно-территориальной единицы Свердловской области и Белоярского муниципального округа как муниципального образования, у самых границ данных территориальных образований. Примерно в 300-х метрах к югу и юго-западу от железной дороги расположено садоводческое товарищество «Строитель», находящееся уже на землях соседних Сысертского района и Сысертского муниципального округа. Ближайший населённый пункт — закрытый посёлок городского типа Уральский. Он расположен приблизительно в трёх километрах от остановочного пункта Строитель к северо-западу. Посёлок образует отдельное закрытое административно-территориальное образование и соответствующий ему городской округ, граница с которым проходит примерно в 800 метрах от остановочного пункта.
К остановочному пункту Строитель и одноимённым садам есть подъездная автодорога от 41-го километра автомагистрали Р354 Екатеринбург — Курган. Подъезд ная автодорога ведёт к железной дороге и садам «Строитель» с севера. Протяжённость автоподъезда составляет примерно 1,6 километра до железной дороги и 2,1 километра до садов.

## Пригородные перевозки
Остановочный пункт Строитель находится на двухпутной электрифицированной ветке Шарташ — Каменск-Уральский. Электрификация на данном участке проводилась в 1972 году. На остановочном пункте останавливаются пригородные электропоезда, следующие на участке Екатеринбург — Каменск-Уральский в обоих направлениях, за исключением скоростных электропоездов. Данным остановочным пунктом пользуются местные садоводы и дачники. Вокзала и билетных касс на остановочном пункте Строитель не имеется.

### Электронные ресурсы
1. 1 2  История электрификации железных дорог СССР. Дата обращения: 11 января 2017. Архивировано 8 декабря 2012 года.
2. 1 2 3  Остановочный пункт 40 км. Фотолинии — Railwayz.info. Дата обращения: 24 марта 2023. Архивировано 24 марта 2023 года.
3. 1 2  Алексей Кузьмин. Железнодорожные остановки между Каменском-Уральским и Екатеринбургом получили новые названия. И не только на этом направлении. — Виртуальный Каменск, 2022. — 26 октября. Архивировано 24 марта 2023 года.
4. ↑  В Прикамье переименовали шесть железнодорожных остановок — 59.ru. Дата обращения: 24 марта 2023. Архивировано 27 октября 2022 года.
5. 1 2 3  Данные получены при помощи картографического сервиса Яндекс Карты.
6. ↑  Строитель (40 км) — остановочный пункт — Точка-на-Карте. Дата обращения: 24 марта 2023. Архивировано 24 марта 2023 года.